# Соляниківський провулок
Соляниківський провулок — провулок в Основ'янському районі Харкова. Пролягає від Лопатинського до Подільського провулків.

## Історія і назва
Провулок Соляниківський виник одночасно з Кузнечною вулицею, можливо, в середині XVIII століття. Іменувався спочатку (з 1804 року) Набережною вулицею, потім Набережним провулком. На плані 1846 року вулиця вже називається Соляниківською, від прізвища домовласника полковника Порфірія Кір'яновича Соляникова, який у 1855 році був членом комітету з будівництва нової Троїцької церкви.
Забудований переважно одно-, дво- та триповерховими будинками.

## Будинки

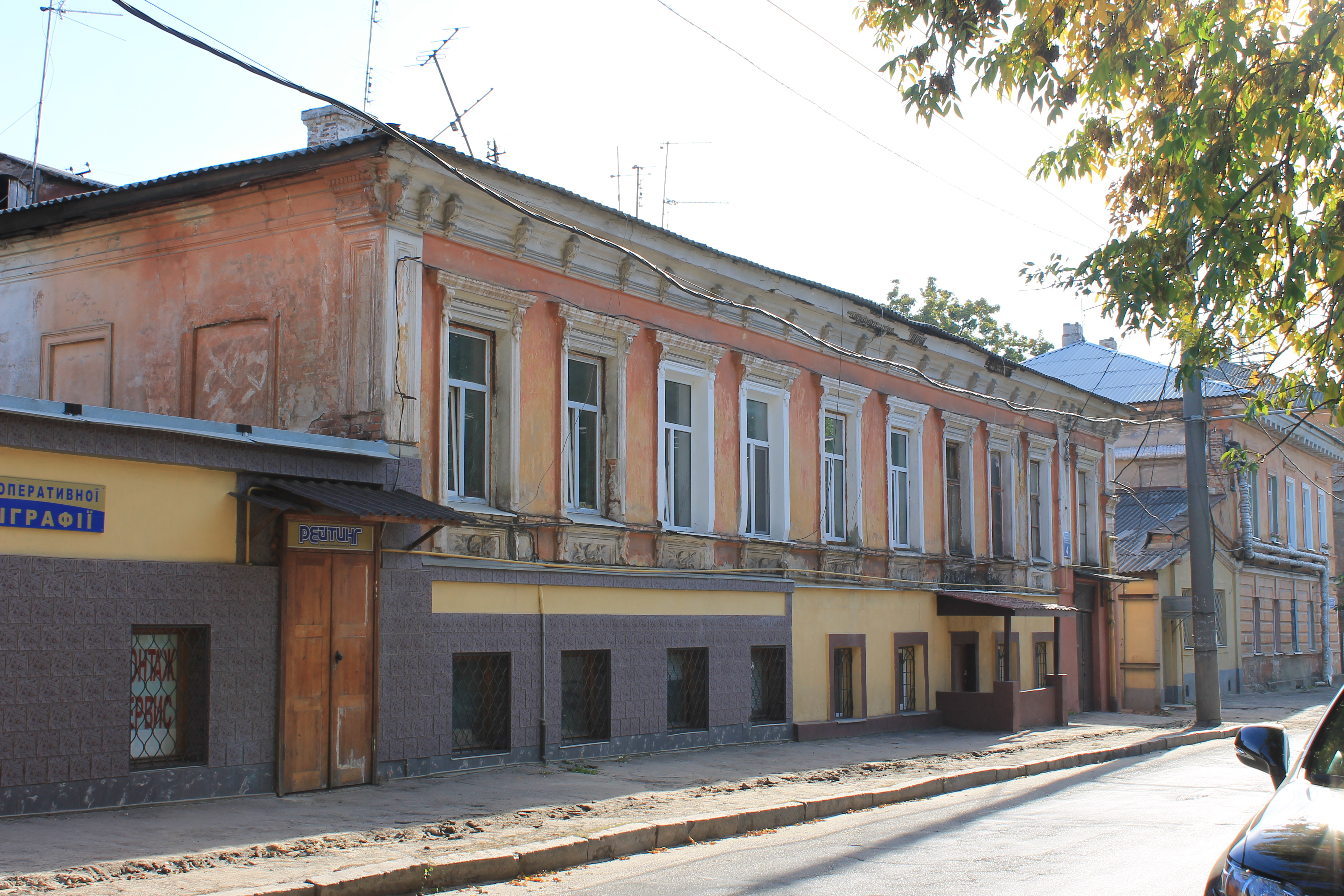
Будинок № 4, 2014 рік

- Будинок № 2 — Колишній будинок міського голови Федора Рудакова. Побудований приблизно в 1816 році, автором проєкту імовірно був архітектор Євген Васильєв[2].
- Будинок № 4 — Пам'ятка архітектури Харкова, охорон. № 489. Житловий будинок, 1-а пол. XIX століття, архітектор невідомий.

На розі провулків Соляниківського й Подільського стоїть офісна будівля, яка перебудована з колишньої синагоги, так званої Соляниківської. Побудована в 1911 році М. Л. Мелетинським. У 1929 році була націоналізована, в ній відкрили Клуб культпросвіти, пізніше — Клуб промкооперації. При перебудовах синагоги збереглися фактично тільки її стіни.

## Транспорт
Соляниківським провулком ходить тролейбус (маршрути 3, 5, 6, 49).